# Michele Russo (attore)

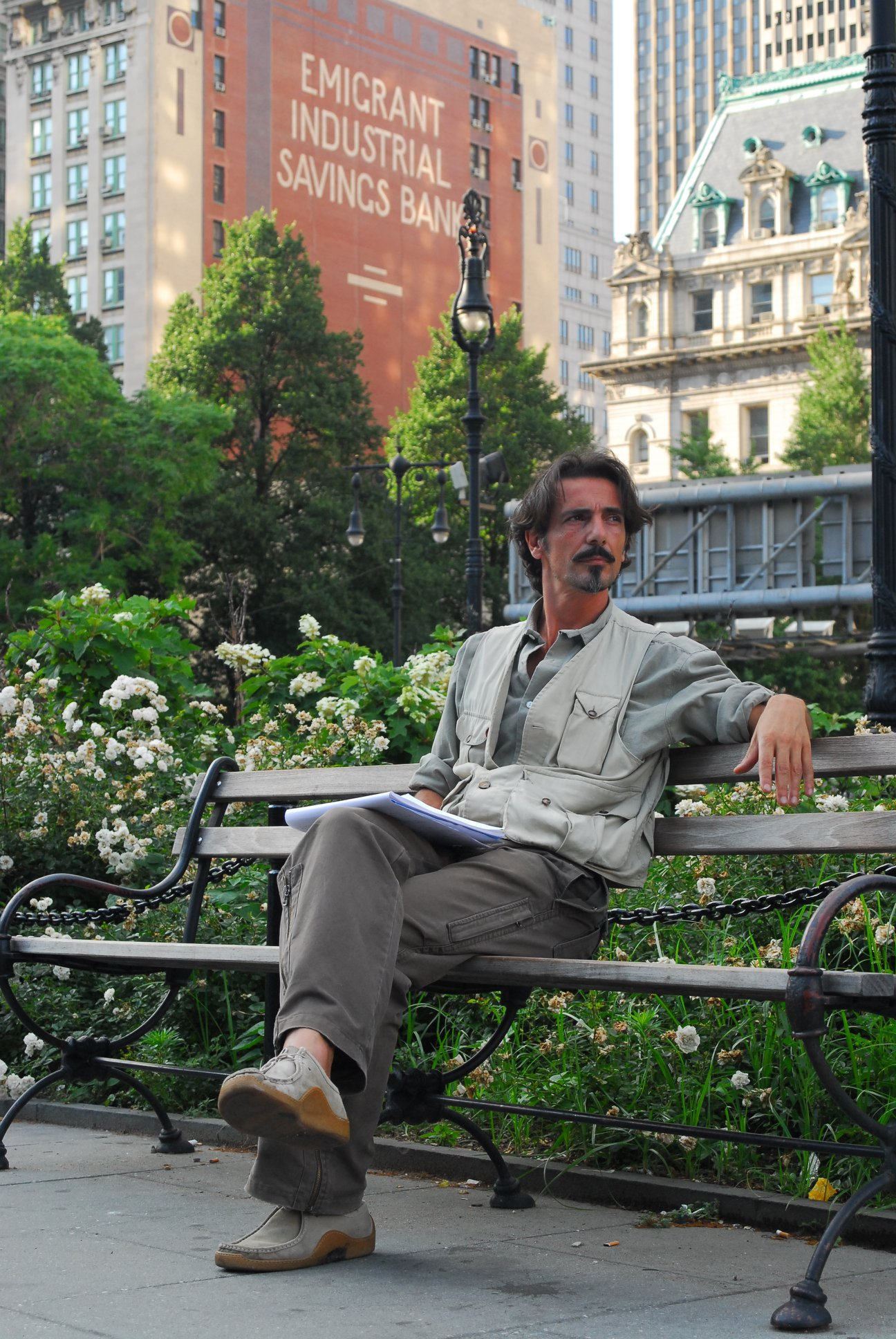
Michele Russo nel 2016, sul set del film The Family Whistle

Michele Russo (Bernalda, 8 agosto 1962) è un attore e regista italiano.

## Biografia
Michele Russo nasce a Bernalda, piccolo paese della Basilicata dove sono fondate le radici della famiglia Coppola. A Bernalda infatti nasce nel 1882 Agostino Coppola, nonno del celebre e pluripremiato regista statunitense Francis Ford Coppola, e cugino di primo grado della nonna paterna di Michele Russo.
Dopo gli studi liceali, si forma presso la Scuola d'arte drammatica "Il Piccolo Teatro" di Milano con Giorgio Strehler.
Nel 1990, Francis Ford Coppola, gli affida un ruolo da attore comprimario nel film Il padrino - Parte III, al fianco di attori del calibro di Al Pacino; interpreta la parte di Spara, uno dei due assassini assoldati da don Altobello (interpretato da Eli Wallach) per uccidere Michael Corleone, e sarà protagonista e complice dell'assassinio della figlia del padrino Mary.
Da sempre interessato ai legami della famiglia Coppola con la terra d'origine, decise di intraprendere un lungo percorso di ricerca sulla famiglia che lo portò nel 2016 alla realizzazione del suo primo lungometraggio da regista, attore e sceneggiatore The family whistle.
Il film, girato tra l'Italia e gli Stati Uniti, attraverso interviste, testimonianze e ricostruzioni storiche racconta la storia di Agostino Coppola, capostipite della famiglia famosa nel mondo per essere composta da grandi cineasti e musicisti. Una storia mai raccontata che Russo, parente dei Coppola, dopo essere riuscito a ristabilire i contatti con i cugini oltreoceano attraverso la ricostruzione dell'albero genealogico di famiglia, racconta grazie alle testimonianze dirette anche del regista Francis.

Michele Russo nel 1990 con Francis Ford Coppola

"Nel 2005 ero in compagnia di Francis e di sua nipote Gia a Bernalda e bevendo vino davanti al camino abbiamo iniziato a raccontarci storie di famiglia. Ho detto a Francis che le storie dei Coppola erano talmente straordinarie da sembrare la trama di un film e fu così che Francis mi disse che, se avessi voluto, avrei potuto farlo io. Così ho iniziato a scrivere una storia per il docufilm che cercasse di ricostruire le origini di questa famiglia. Impresa difficile, dovevo fare ricerche d’archivio, trovare vecchi documenti e soprattutto viaggiare fra Europa e America per intervistare i componenti della famiglia. Dopo qualche anno ho mostrato il prenotato del film a Francis che mi aveva chiesto di proiettarlo alla famiglia e ai suoi ospiti durante il matrimonio di sua figlia Sophia e Thomas. I loro commenti mi hanno reso felice. Il “Well done!” di Francis mi ripaga di ogni mia fatica compiuta per amore della storia, della famiglia e della mia Bernalda".
Questo film-documentario permetterà a Russo di partecipare nello stesso anno al Festival di Cannes, uno dei più importanti festival a stampo cinematografico inserito tra i sette documentari nella sezione "Cannes Classics".
Nel 2022 viene intervistato da Federico Quaranta nel programma televisivo Il provinciale su Rai 2. 
Michele Russo ha partecipato come attore nei film: Baarìa di Giuseppe Tornatore, Barbarossa di Renzo Martinelli, Moschettieri del re - La penultima missione di Giovanni Veronesi, Matrimoni di Cristina Comencini, Sexum superando - Isabella Morra di Marta Bifano, Lungo il fiume di Vanna Paoli, Il grande sogno di Michele Placido.

## Filmografia
- Lungo il fiume, regia di Vanna Paoli (1989)
- Il padrino - Parte III, regia di Francis Ford Coppola (1990)
- Matrimoni, regia di Cristina Comencini (1998)
- The Passion, regia di Mel Gibson (2002)
- Stidda ca curri, regia di Piero Messina (2003) - sceneggiatore
- Sexum Superando, regia di Vanna Paoli (2005)
- Baarìa, regia di Giuseppe Tornatore (2009)
- Il grande sogno, regia di Michele Placido (2009)
- Tatanka, regia di Giuseppe Gagliardi (2010)
- The Family Whistle, regia di Michele Russo (2016)
- Moschettieri del re - La penultima missione, regia di Giovanni Veronesi (2018)